# Frankenstein (computerspel uit 1987)
Frankenstein is een tekstadventure dat in 1987 door CRL uitgebracht werd voor de Commodore 64 en ZX Spectrum homecomputers. Het avonturenspel is gebaseerd op de roman Frankenstein uit 1818 van Mary Shelley.

## Verhaal
Dr. Frankenstein moet zijn ontsnapte moordlustige monster vinden en vernietigen. Het monster moet op vrije voeten zien te blijven en de reden van zijn bestaan ontdekken.

## Verloop van het spel
Frankenstein is een standaard tekstadventure met statische graphics op sommige plaatsen om de toon te zetten en sfeer te creëren. Het is vergelijkbaar met het eerdere spel Dracula, dat door hetzelfde bedrijf werd uitgebracht.
Het spel is verdeeld in drie delen: "Hard Journey", "The Slaying" en "The Monster's Story". In de eerste twee delen neemt de speler de rol aan van Dr. Frankenstein, in het derde deel die van het monster. Deel drie is alleen toegankelijk als de eerste twee delen voltooid zijn.
In het tweede deel kan de speler een gesprek voeren met andere personages. In het derde deel moet de speler de intelligentie van het monster verhogen door zijn zintuigen te gebruiken.

## Ontvangst
Net als het vorige CRL tekstadventure Dracula kreeg ook Frankenstein een 15-certificaat van de British Board of Censors voor zijn graphics met bloederige scènes.